# Noel Murphy
Noel Arthur Augustine Murphy (Cork, 22 de febrero de 1937) es un exrugbista, exentrenador y dirigente irlandés que se desempeñaba como ala. Representó al XV del Trébol de 1958 a 1969 y fue su entrenador de 1977 a 1980.

## Biografía
Su padre, Francis Murphy, representó a la selección irlandesa en los años 1930 y su hijo es Kenny Murphy, quien también fue internacional con Irlanda en los años 1990. Son hasta la actualidad, la única familia irlandesa que tiene un padre, un hijo y un nieto en la selección.
Se ha desempeñado como presidente de Cork Constitution FC, Munster Rugby y finalmente la IRFU de 1996 a 1999. Actualmente está en el comité organizador de la Copa de Campeones y es uno de los representantes de Irlanda en World Rugby.

## Selección nacional
Fue convocado a Irlanda a inicios de 1958 para enfrentar a los Wallabies, que se encontraban realizando una extensa gira. Debutó en la victoria por 9-6 en Lansdowne Road.
Marcó su primer try durante el Torneo de las Cinco Naciones 1960 contra los Dragones rojos, en una derrota por 10–9. Fue capitán por primera vez en enero de 1967, en una victoria por 15–8 ante Australia y lideró durante el Cinco Naciones de ese año. Hizo su última aparición en el Cinco Naciones 1969 jugando frente a Gales y allí su internacionalidad terminó en circunstancias controvertidas, por cruzarse a golpes con Brian Price.

### Leones
En 1959 el irlandés O.B. Glasgow lo seleccionó a los Leones Británicos e Irlandeses, tenía 22 años, para participar de la gira a Australia y Nueva Zelanda. Hizo su debut contra los Wallabies el 13 de junio y también jugó en otras tres pruebas ante los All Blacks.
En 1966 el galés John Robins lo convocó nuevamente para la gira a Australia y Nueva Zelanda. Tenía 29 años y jugó en cuatro partidos de prueba, dos contra Australia y dos contra Nueva Zelanda, y le marcó un try a los Wallabies en la segunda prueba.

## Entrenador
Después de retirarse como jugador, entrenó al Cork Constitution FC, Munster Rugby y luego a Irlanda.
En 1980 dirigió a los Leones en su gira por Sudáfrica, polémica mundial por el régimen de apartheid y unos Springboks de solo afrikáners. Los europeos fueron destruidos por el juego físico africano y cayeron en tres de las cuatro pruebas.

## Palmarés
- Campeón del Interprovincial Championship de 1957-58, 1959-60, 1962-63, 1965-66, 1968-69 y 1978-79.